# Rura Penthe
Rura Penthe is binnen Star Trekfictie een strafkolonie van het Klingonrijk. Op de kolonie wordt van de gevangenen verwacht dat zij naar de stof dilithium zochten in een mijn. Dit werk is echter zo zwaar dat de levensverwachting van de gemiddelde arbeider slechts een jaar was. De kolonie bevindt zich op een ijsplaneet waar het zonder beschermende kleding niet warm genoeg is om te overleven. 
In 2153 werd Jonathan Archer naar Rura Penthe gestuurd in een schijnproces (zie Judgment). Na zijn ontsnapping stond een er een prijs op het hoofd van de kapitein van de USS Enterprise NX-01. In 2293 werden James T. Kirk en Leonard McCoy er ook naartoe gestuurd. Ook zij wisten te ontsnappen (zie The Undiscovered Country).